# Ганс Еріх Носсак
Ганс Еріх Носсак (нім. Hans Erich Nossack, 30 січня 1901, Гамбург — 2 листопада 1977, там само) — німецький письменник.

## Біографія
Ганс Еріх Носсак походить із заможної гамбурзької родини, його батько був власником торговельної компанії, що займалася кавою та сирим какао. 1919 року Ганс Еріх закінчив гамбурзьку гуманістичну гімназію Йоганнеум. Того ж року він записався в Гамбурзький університету, де почав вивчення літературознавства та історії мистецтв. Проте вже наступного, 1920 року перейшов у Єнський університет, де почав вивчати право та економіку, але за два роки покинув. Короткий час був членом КПН.
1923 року він повернувся до Гамбурга і через два роки одружився з Габріеле Кнірер (1896—1987). Поступив на роботу в банк, у вільний час писав вірші та драми.
1930 року знову вступив до КПН А 1933 року перейшов на роботу до батьківської фірми. У Третьому Рейху йому було заборонено друкуватися. Як до колишнього члена КПН до нього ставилися з підозрою, в квартирі були обшуки СА та поліції, але Носсак не був заарештований. У цей час він навіть перейняв на себе керівництво батьковою фірмою.
Під час бомбардуванні Гамбурга ВПС Великої Британії та США (1943), описаному ним в автобіографічній повісті «Загибель» («Der Untergang», 1948), згоріли його щоденники, деякі обгорілі рукописи він ще зміг відтворити. Опублікував декілька віршів у журналі «Neue Rundschau» (1942, 1944). 1947 року його вірші вийшли окремою збіркою, в тому ж році вона була перекладена на французьку. З 1956 року — вільний письменник. З цього часу жив в Айштеттені, з 1962 — в Дармштадті, з 1965 — у Франкфурті, в 1969 повернувся до Гамбурга, де прожив до смерті.
Архів письменника зберігається в німецькому літературному архіві в Марбаху.

## Твори
- Вірші/ «Gedichte» (1947)
- Подорож у царство мертвих. Звіт того, хто вижив/ «Nekyia. Bericht eines Überlebenden» (1947)
- Інтерв'ю зі смертю / Interview mit dem Tode" (1948)
- Найпізніше в листопаді / «Spätestens im November» (1955), роман
- Допитливість / «Der Neugierige» (1955), повість
- Генеральна репетиція / «Die Hauptprobe. Eine tragödienhafte Burleske mit zwei Pausen» (1956)
- Спіраль. Роман однієї безсонної ночі / «Spirale. Roman einer schlaflosen Nacht» (1956)
- Зустріч у передпокої / «Begegnung im Vorraum» (1958), дві повісті
- Молодший брат / «Der jüngere Bruder» (1958), роман
- Після останнього повстання / «Nach dem letzten Aufstand. Ein Bericht» (1961)
- Особливий випадок / «Ein Sonderfall» (1963), драма
- Заповіт Луція Евріна / «Das Testament des Lucius Eurinus» (1963)
- «Das kennt man» (1964), повість
- «Sechs Etüden» (1964), розповіді
- Слабке становище літератури / «Die schwache Position der Literatur» (1966), виступи та статті
- Справа д'Артеза / «Der Fall d Arthez» (1968), роман
- Невідомий переможець / «Dem unbekannten Sieger» (1969), роман
- «Pseudoautobiographische Glossen» (1971)
- «Die gestohlene Melodie» (1972), роман
- «Bereitschaftsdienst. Bericht über die Epidemie» (1973)
- «Um es kurz zu machen» (1975), мініатюри
- Щаслива людина / «Ein glücklicher Mensch» (1975), роман
- Щоденники 1943—1977/ «Die Tagebücher 1943—1977» (1997)
- "Geben Sie bald wieder ein Lebenszeichen."Briefwechsel 1943—1956 (2001), листи 1943—1956

## Визнання
Член Академії наук і літератури в Майнці (1949, в 1964—1968 — її віце-президент).
Член Вільної Академії мистецтв у Гамбурзі, Німецької академії мови і поезії в Дармштадті (1961). Премія Георга Бюхнера (1961). Премія Вільгельма Раабе (1963). Орден «Pour le Mérite» (1973). Орден «За заслуги перед Федеративною Республікою Німеччина» (1974).